# Gioco sporco - I misteri dello sport
Gioco sporco - I misteri dello sport è stato un programma televisivo italiano di genere talk show, documentaristico e investigativo, in onda in seconda serata su Italia 1 dal 16 febbraio al 29 marzo 2024.

## Programma
Il programma nasce come documentario e tratta i casi più misteriosi dello sport attraverso interviste esclusive, documenti inediti, testimonianze dirette e flashback narrativi, svelando così l'aspetto intimo e oscuro dei vari protagonisti. 

## Puntate e ascolti

### Prima edizione (2024)
| Puntata | Argomento             | Messa in onda    | Ascolti        | Ascolti | Ascolti |
| Puntata | Argomento             | Messa in onda    | Telespettatori | Share   | Fonte   |
| ------- | --------------------- | ---------------- | -------------- | ------- | ------- |
| 1       | Oscar Pistorius       | 16 febbraio 2024 | 367 000        | 10,00%  | [ 1 ]   |
| 2       | Diego Maradona        | 23 febbraio 2024 | 458 000        | 11,86%  | [ 2 ]   |
| 3       | La morte di Bergamini | 1º marzo 2024    | 393 000        | 12,30%  | [ 3 ]   |
| 4       | Ayrton Senna          | 8 marzo 2024     | 359 000        | 8,09%   | [ 4 ]   |
| 5       | Marco Pantani         | 15 marzo 2024    | 345 000        | 8,10%   | [ 5 ]   |
| 6       | L'omicidio Raciti     | 29 marzo 2024    | 476 000        | 10,90%  | [ 6 ]   |